# NGC 2857
NGC 2857 је спирална галаксија у сазвежђу Велики медвед која се налази на NGC листи објеката дубоког неба.
Деклинација објекта је + 49° 21' 26" а ректасцензија 9h 24m 37,7s. Привидна величина (магнитуда) објекта NGC 2857 износи 12,5 а фотографска магнитуда 13,2. NGC 2857 је још познат и под ознакама UGC 5000, MCG 8-17-95, CGCG 238-49, ARP 1, PGC 26666.